# Emma Baratta
Emma Baratta (5 luglio 1984) è una schermitrice statunitense, specializzata nella sciabola.

## Palmarès
In carriera ha conseguito i seguenti risultati:
- Mondiali di scherma

New York 2004: argento nella sciabola a squadre.
- Giochi Panamericani:

Rio de Janeiro 2007: argento nella sciabola a squadre e bronzo individuale.